# أندرو جونغ
أندرو جونغ (بالفرنسية: Andrew Jung)‏ هو لاعب كرة قدم فرنسي في مركز الهجوم، ولد في 8 أكتوبر 1997 في ريميرمون في فرنسا. لعب مع ستاد ريمس.

## وصلات خارجية
- أندرو جونغ على موقع رابطة كرة القدم الفرنسية للمحترفين (الإنجليزية)
- أندرو جونغ على موقع قاعدة بيانات كرة القدم.إي يو (الإنجليزية)
- أندرو جونغ على موقع Soccerway.com (الإنجليزية)